# Hochwanner
Planina Hochwanner je s 2.744 m druga najviša planina Njemačke, ako se ne broji sporedni vrh najviše planine Njemačke (Zugspitze). 
S Hochwanner-a može se pregledati dolina Rein, austrijska dolina Leutasch, dolinu Gais, Zugspitzu, gorje Mieminger, greben Jubiläums, gorje Karwendel i središnje Alpe.
Unatoč visini i spektakularnom sjevernom zidu (s padom preko 1400 m), Hochwanner je prilično nepoznata planina. Razlog tome je najvjerojatnije težak pristup i položaj iza Alpspitzea i Höllentalspitzea. S time se češće desi da se navodi niže, ali puno poznatija planina Watzmann kao druga najviša planina Njemačke. 
Najjednostavniji uspon prema vrhu je s južne strane s Rotmoosalm (3 sata) ili s Gatterla. 

## Vanjske poveznice
- steinmandl.de (njem.)